# Moulin à vent à Melenci
Le moulin à vent à Melenci (en serbe cyrillique : Ветрењача у Меленцима ; en serbe latin : Vetrenjača u Melencima) est un moulin à vent situé à Melenci, dans la province de Voïvodine, sur le territoire de la ville de Zrenjanin et dans le district du Banat central, en Serbie. Il est inscrit sur la liste des monuments culturels de grande importance de la république de Serbie (identifiant no SK 1104).

## Présentation
Le moulin a été construit à la périphérie du village, sur la route de Bašaid, en 1899,. Il est bâti en briques et forme un cône tronqué sur lequel repose un toit pentu recouvert de bardeaux. Le mécanisme des ailes, actionnées par le vent et aujourd'hui disparues, passait par le toit.
L'intérieur du moulin est constitué d'un rez-de-chaussée, de deux étages et d'un grenier reliés par un escalier. Dans le grenier et l'étage supérieur se trouvaient des engrenages et des arbres en bois tandis que le premier étage était occupé par trois meules destinées à moudre le grain qui, réduit à l'état de farine, descendait jusqu'au rez-de-chaussée.
Par sa structure et son fonctionnement, le moulin à vent de Melenci est très proche du moulin à vent de Čurug et de celui de Belo Blato.

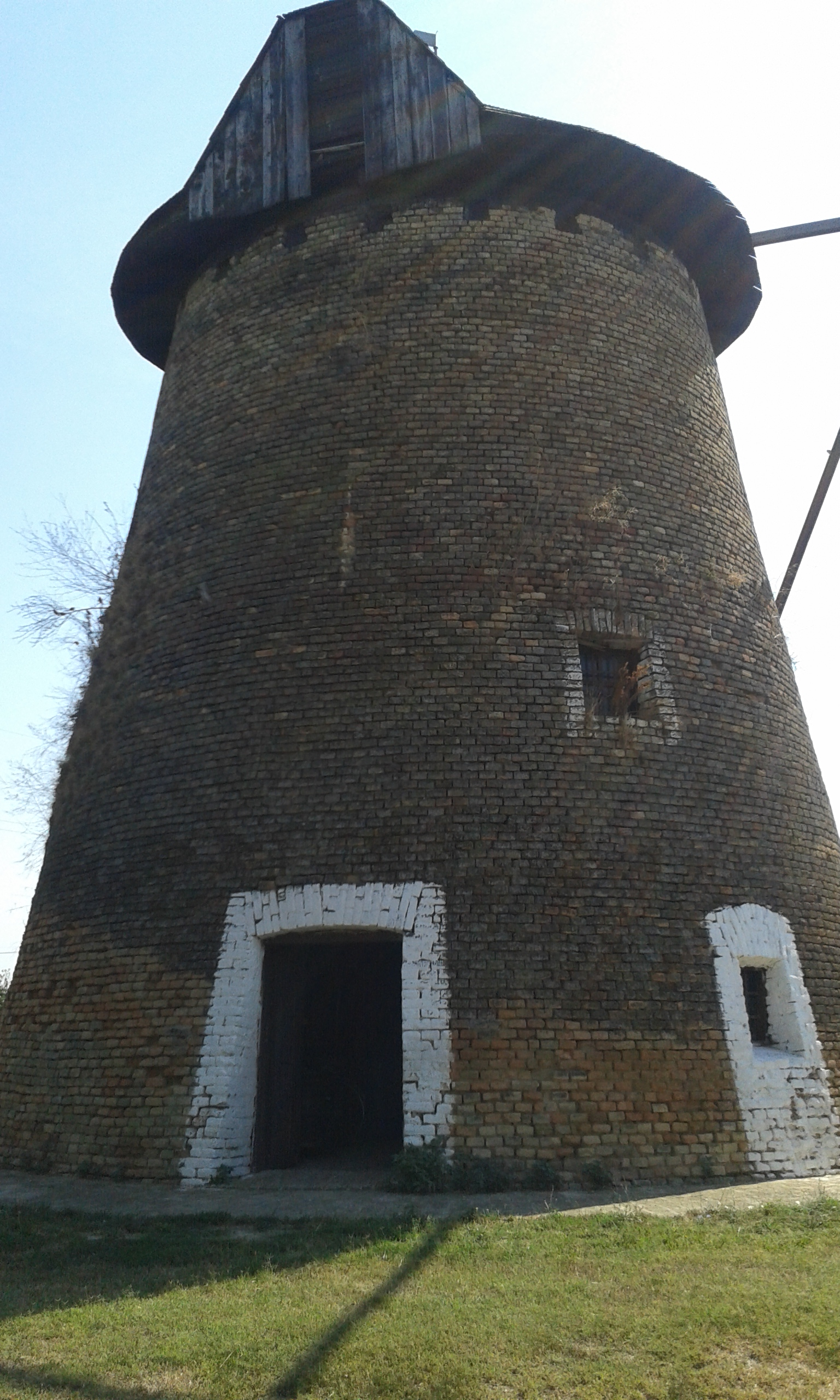
À titre de comparaison : le moulin à vent de Čurug.